# Носковци
Носковци су насељено место у саставу општине Чађавица у Вировитичко-подравској жупанији, Република Хрватска.

## Историја
До територијалне реорганизације у Хрватској налазили су се у саставу старе општине Подравска Слатина.

## Становништво
На попису становништва 2011. године, Носковци су имали 195 становника.

## Попис1991.
На попису становништва 1991. године, насељено место Носковци је имало 305 становника, следећег националног састава:
| Попис 1991.‍  | Попис 1991.‍  | Попис 1991.‍ | Попис 1991.‍ | Попис 1991.‍ |
| ------------ | ------------ | ----------- | ----------- | ----------- |
|              |              |             |             |             |
| Хрвати       | Хрвати       |             | 295         | 96,72%      |
| Срби         | Срби         |             | 4           | 1,31%       |
| Југословени  | Југословени  |             | 1           | 0,32%       |
| неопредељени | неопредељени |             | 3           | 0,98%       |
| непознато    | непознато    |             | 2           | 0,65%       |
| укупно: 305  |              |             |             |             |